# Esfera de Hill

Gráfico de las líneas equipotenciales de un sistema de dos cuerpos en equilibrio gravitatorio inercial. Las esferas de Hill son las regiones circulares que rodean las dos masas principales.

La esfera de Hill  es la esfera de influencia gravitacional de un cuerpo celeste sometido a la gravedad de otro cuerpo de más masa alrededor del que orbita. El concepto fue definido por el astrónomo estadounidense George William Hill (1838-1914). Se llama también la esfera de Roche porque independientemente también la describió el astrónomo francés Édouard Roche. 
Considerado un cuerpo central y un segundo cuerpo en órbita alrededor de él (por ejemplo el Sol y Júpiter), en la esfera de Hill intervienen los siguientes tres campos de fuerza: 
- la gravedad debido al cuerpo central
- la gravedad debido al segundo cuerpo
- la fuerza centrífuga en un marco de referencia que gira sobre el cuerpo central con la misma velocidad angular del segundo cuerpo.

La esfera Hill es la esfera dentro de la cual la suma de los tres campos se dirige hacia el segundo cuerpo. Un tercer cuerpo pequeño puede girar dentro de la esfera de Hill alrededor del segundo cuerpo. 
La esfera de Hill se extiende entre los puntos de Lagrange L 1  y L 2 , que están en la línea que une los dos cuerpos. La región de influencia del segundo cuerpo es más corta en esa dirección. Más allá de la distancia de Hill, el tercer objeto en órbita alrededor del segundo sufriría la perturbación progresiva de las fuerzas de marea del cuerpo central y terminaría en órbita alrededor de él.

## Fórmula y ejemplos
Si la masa del cuerpo más pequeño es m, y gira en una órbita con semieje mayor a y excentricidad e alrededor de un cuerpo de masa mayor M, el radio r de la esfera de Hill alrededor del cuerpo más pequeño es: 

{\displaystyle r\approx a(1-e){\sqrt[{3}]{\frac {m}{3M}}}}

cuando la excentricidad es pequeña (el caso más favorable de estabilidad orbital).
Por ejemplo, la Tierra (5,97 × 10 24  kg) gira alrededor del Sol (1,99 × 1030  kg) a una distancia de 149,6 × 106  km. La esfera de Hill para la Tierra se extiende así a aproximadamente 1,5 × 106  km (0,01 UA). La órbita de la Luna, a una distancia de 0,370 × 106  km de la Tierra, está cómodamente dentro de la esfera gravitatoria de influencia de la Tierra y por lo tanto no presenta ningún riesgo de colocarse en una órbita independiente alrededor del Sol. Por lo que se refiere al período orbital: la Luna tiene que estar dentro de la esfera donde el período orbital no es mayor de 7 meses. 
La fórmula puede escribirse también: 

{\displaystyle 3{\frac {r^{3}}{a^{3}}}\approx {\frac {m}{M}}}

Esto expresa la relación en volumen de la esfera de Hill comparado con el volumen de la órbita del segundo cuerpo alrededor del primero; específicamente, la proporción de las masas es tres veces la proporción de volumen en estas dos esferas. 
Una manera rápida de estimar el radio de la esfera de Hill viene de reemplazar la masa por la densidad en la ecuación anterior: 

{\displaystyle {\frac {r}{R_{secundario}}}\approx {\frac {a}{R_{primario}}}{\sqrt[{3}]{\frac {\rho _{secundario}}{3\rho _{primario}}}}\approx {\frac {a}{R_{primario}}}}

donde:
- {\displaystyle \rho _{secundario}} y {\displaystyle \rho _{primario}} son las densidades de los cuerpos primarios y secundarios,
- {\displaystyle {\frac {r}{R_{secundario}}}} y {\displaystyle {\frac {r}{R_{primario}}}} son los radios de sus órbitas expresados en radios del secundario y del primario.

La segunda aproximación está justificada por el hecho que, para la mayoría de los casos en el sistema solar, {\displaystyle {\sqrt[{3}]{\frac {\rho _{secundario}}{3\rho _{primario}}}}} está siempre cerca de uno. (El sistema Tierra-Luna es la excepción más grande, y es una aproximación con un error menor del 20 % para la mayoría de los satélites de Saturno.) Esto también es conveniente, ya que muchos astrónomos planetarios trabajan y recuerdan las distancias en unidades de radios planetarios. 
Un astronauta no podría orbitar el transbordador espacial (masa = 104 t), en órbita a 300 km sobre la Tierra, ya que la esfera de Hill es solo de un radio de 12 dm, mucho más pequeño que el propio transbordador. De hecho, en cualquier órbita baja de la Tierra, un cuerpo esférico debe ser 800 veces más denso para caber dentro de su propia esfera de Hill. Cuanto mayor es la órbita de un satélite más fácil es que quepa en su esfera de Hill y pueda tener un satélite. Un satélite geostacionario (es decir a 35 786 km de altura) esférico no puede tener nunca un satélite, ni aun siendo de osmio, el material natural más denso de la Tierra (22 650 kg/m³). 
La propia Luna debe estar por lo menos a 3 veces la distancia geostacionaria, o 2/7 su distancia actual, para poder tener satélites en la órbita lunar. 
La esfera de Hill es una aproximación, ya que otras fuerzas (como la presión de radiación) puede hacer que un objeto se salga de la esfera de Hill. El tercer objeto también debe ser de una masa bastante pequeña para no introducir ninguna complicación adicional a través de su propia gravedad. Las órbitas dentro de la esfera de Hill no son estables a largo plazo; a no ser que estén entre a menos de 1/2 y 1/3 del radio de Hill. 
Dentro del sistema solar, el planeta con la esfera de Hill más grande es Neptuno, con 116 × 106  km, o 0,775 UA; su gran distancia del Sol compensa ampliamente su menor masa respecto a Júpiter (su esfera de Hill mide 53 × 106  km). Un asteroide del cinturón principal tendrá una esfera de Hill que puede alcanzar 220 000 km (para Ceres), disminuyendo rápidamente con su masa. En el caso del asteroide (66391) 1999 KW4, que cruza la órbita de Mercurio y que tiene la luna (S/2001 (66391) 1), la esfera de Hill tiene un radio que varía entre 120 y 22 km dependiendo de si el asteroide está en el afelio o en el perihelio.

## Sistema solar
La siguiente gráfica muestra el radio Hill (en km) de algunos cuerpos del sistema solar: